# Draba praealta
Draba praealta är en korsblommig växtart som beskrevs av Edward Lee Greene. Draba praealta ingår i släktet drabor, och familjen korsblommiga växter. Inga underarter finns listade i Catalogue of Life.

## Bildgalleri

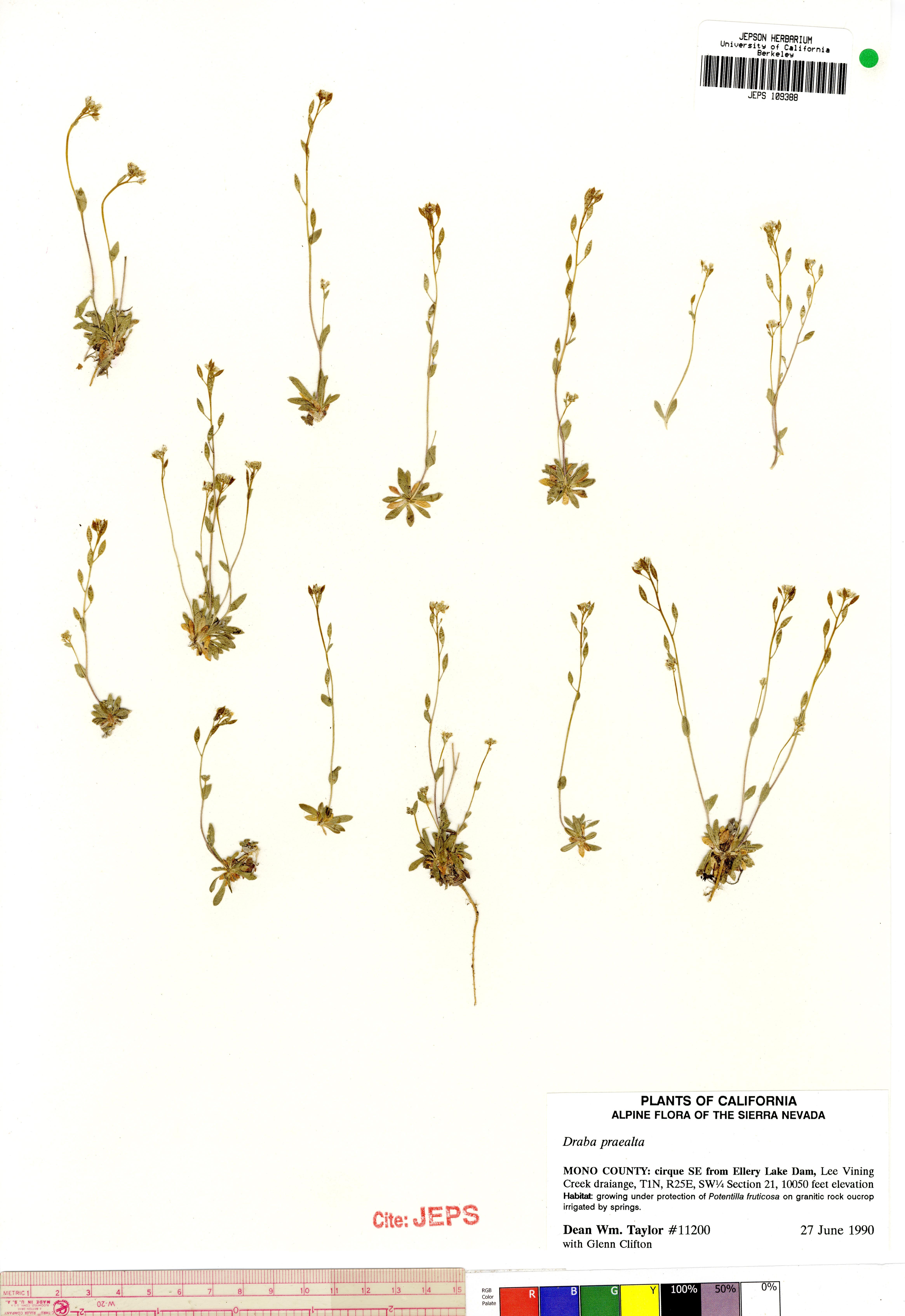
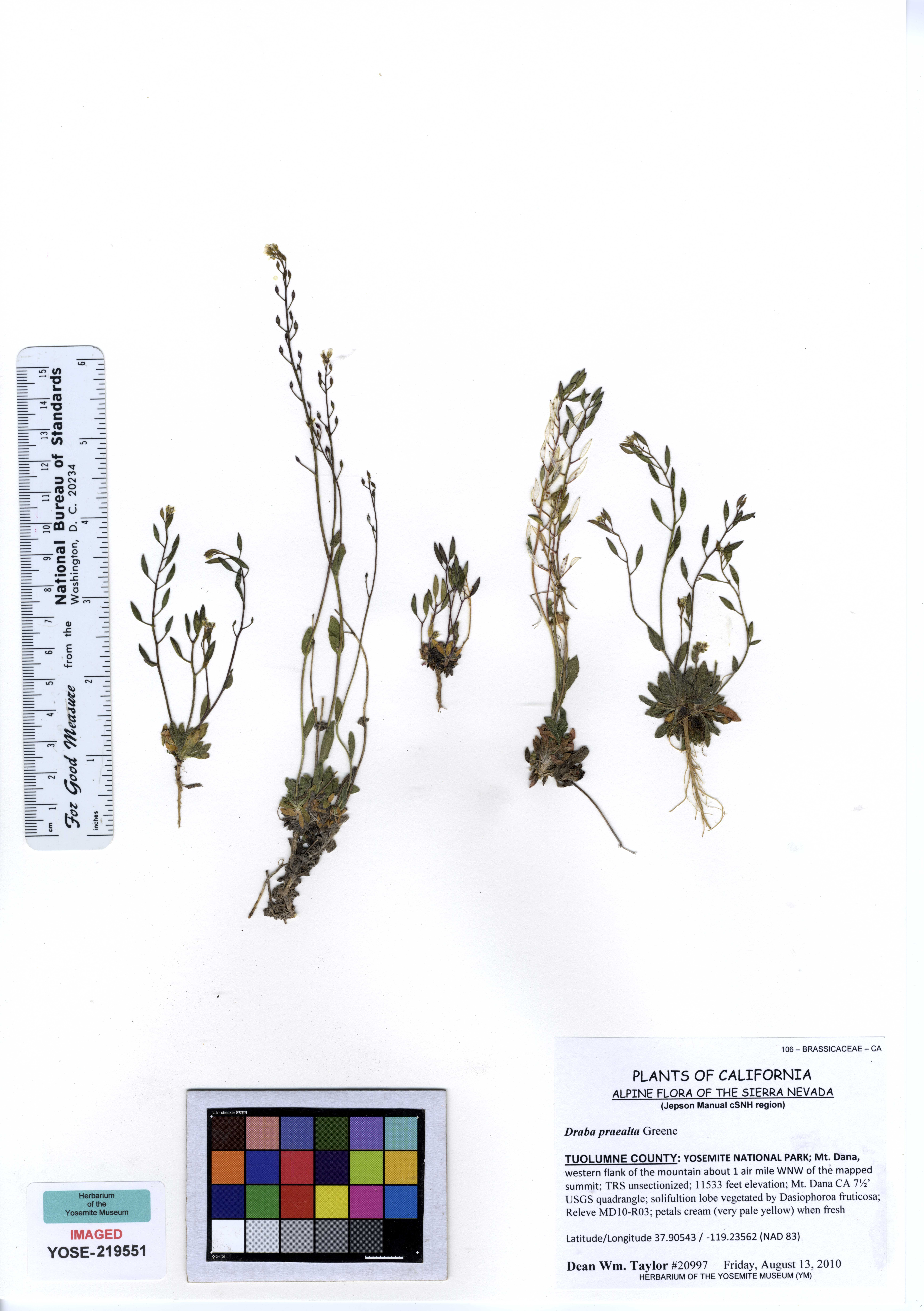
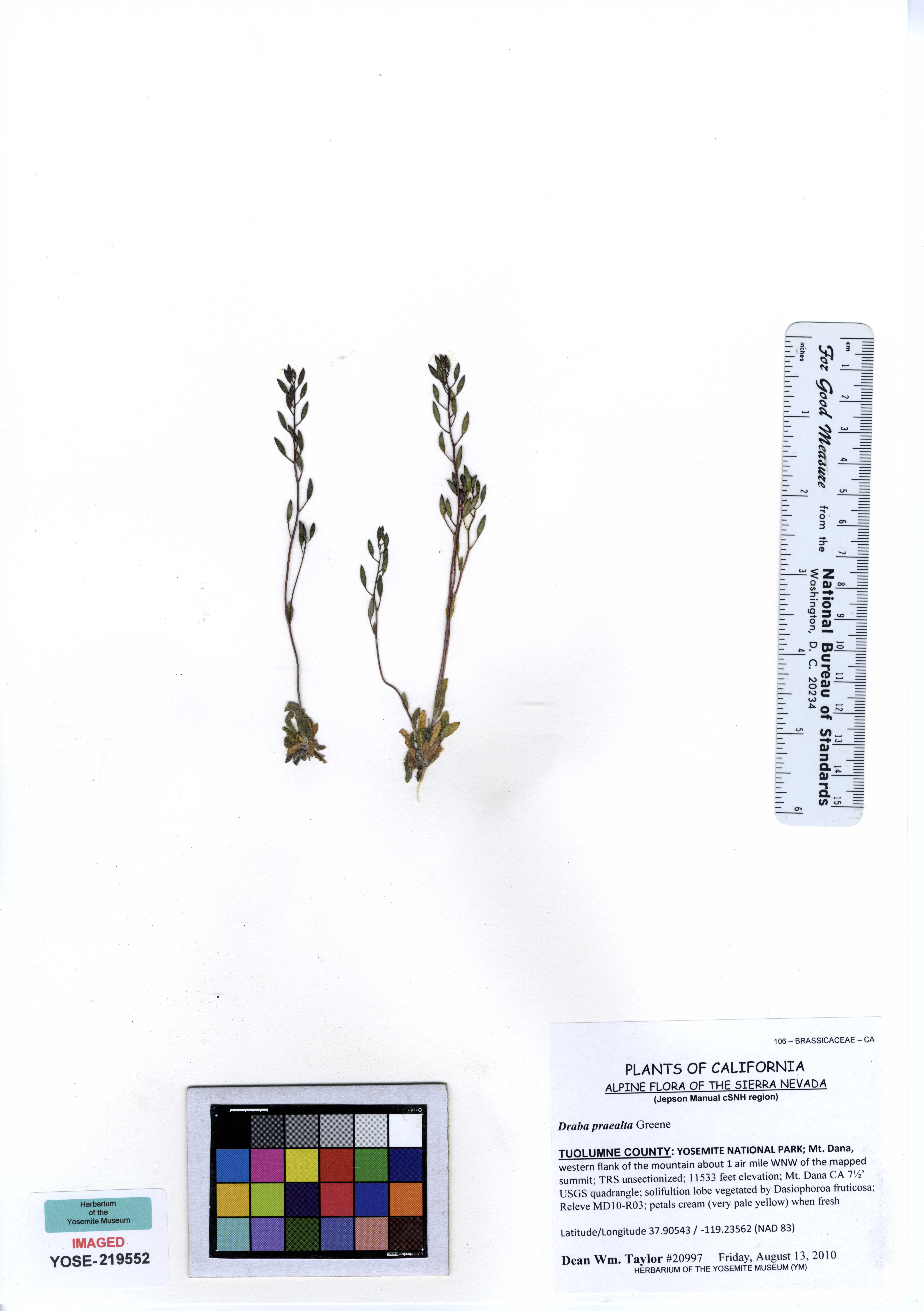